# Kongregacija za evangelizacijo narodov
Kongregacija za evangelizacijo narodov
 (latinsko Congregatio pro gentium evangelizatione; italijansko Congregazione per l'evangelizzazione dei popoli) je bila ena od kongregacij Rimske kurije. 

## Zgodovina
Njene naloge je poprej opravljala poprej Kongregacija za širjenje vere (Congregatio de Propaganda Fide),ki jo je ustanovil papež Gregor XV. z  apostolsko konstitucijo Inscrutabili Divinae z dne 22. junija 1622, takrat je opravljala tudi naloge, ki jih je opravljala Kongregacija za vzhodne Cerkve (Congregazione per le Chiese orientali). Na novo je bila organizirana 1. maja 1917; sedanje ime je dobila 15. avgusta 1967, z apostolsko konstitucijo Pavla VI. Immortalis Dei.

## Naloge
Kongregacija je bila v okviru Rimske kurije pristojna za vse zadeve, ki se nanašajo na misijonsko dejavnost: urejuje in usklajuje oznanjevanje evangelija med ljudstvi. Med njene naloge je spadalo spodbujanje misijonarskih poklicev, dajanje duhovne in finančne podpore misijonarjem po svetu, ter ustanavljanje novih škofij. 

Zaradi svojih širokih pooblastil (za misijonska področja prevzema mnoga opravila, ki sicer spadajo pod pristojnost drugih odborov) imenujejo ravnatelja družbe tudi Rdeči papež.
Pristojnosti kongregacije je preuredil papež Janez Pavel II. z apostolsko konstitucijo Pastor Bonus z dne 28. junija 1988.
Kongregacijo je sestavljalo 61 članov, med katerimi so bili kardinali, nadškofje in škofje. Njen prefekt (predsednik), ki ga je imenoval 8. decembra 2019 papež Frančišek, je bil kardinal Luis Antonio Tagle.

## Prefekti in  proprefekti (kardinali)
- Antonio Maria Sauli  (22. junij 1622 – 12. november 1622) (odstavljen)
- Ludovico Ludovisi  (12. november 1622 – 18. november 1632) (umrl)
- Antonio Barberini  (1. december 1632 – 3. avgust 1671) (umrl)
- Paluzzo Paluzzi Altieri degli Albertoni  (2. avgust 1671 – 29. junij 1698) (umrl)
- Carlo Barberini (17. julij 1698 – 2. oktober 1704) (umrl)
- Giuseppe Sacripante (9. december 1704 – 4. januar 1727) (umrl)
- Vincenzo Petra (10. januar 1727 – 21. marec 1747 umrl)
- Silvio Valenti Gonzaga (27. marec 1747 – 28. avgust 1756) (umrl)
- Giuseppe Spinelli (11. september 1756 – 12. april 1763) (umrl)
- Giuseppe Maria Castelli (26. april 1763 – 9. april 1780) (umrl)
- Leonardo Antonelli (2. maj 1780 – 25. junij 1784) (odstopil)
- Giacinto Sigismondo Gerdil (27. februar 1795 - 12 avgust 1802) (umrl)
  - Stefano Borgia (25. maj 1798 – 27. september 1800) (proprefekt) (umrl)
  - Antonio Dugnani (31. oktober 1804 – 16. maj 1805) (proprefekt)
  - Michele Di Pietro (24. maj 1805 – 20. maj 1814) (proprefekt) (imenovan za Velikega penitenciarja)
- Lorenzo Litta (20. marec 1814 - 28 september 1818) (prestavljen v Rimsko kurijo)
- Francesco Fontana (24. september 1818 - 19. marec 1822)
- Giovanni Battista Quarantotti (10. maj 1820 – 15. september 1820) (umrl)
  - Ercole Consalvi (13. januar 1822 – 13. januar 1824) (proprefekt) (umrl)
  - Giulio Maria della Somaglia (23. januar 1824 – 1. oktober 1826) (proprefekt) (imenovan za arhivarja in knjižničarja)
- Mauro Cappellari (1. oktober 1826 – 2. februar 1831) (izvoljen za papeža z imenom Gregor XVI.)
- Carlo Maria Pedicini (4. februar 1831 – 1. januar 1834) (imenovan za prefekta kongregacije za disciplino zakramentov (odstopil)
- Giacomo Filippo Fransoni (21. november 1834 – 20. april 1856) (umrl)
- Alessandro Barnabò (20. junij 1856 – 13. marec 1874) (imenovan za uradnika Rimske kurije)
- Alessandro Franchi (10. marec 1874 – 5. marec 1878) (imenovan za državnega tajnika)
- Giovanni Simeoni (5. marec 1878 – 1. januar 1892) (imenovan za uradnika Rimske kurije)
- Mieczysław Halka Ledóchowski (26. januar 1892 – 22. julij 1902) (umrl)
- Girolamo Maria Gotti (29. julij 1902 – 19. marec 1916) (umrl)
  - Domenico Serafini  (26. februar 1916 – 24. marec 1916) (proprefekt) (imenovan za prefekta kongregacije)
- Domenico Serafini (24. marec 1916 – 5. marec 1918) (umrl)
- Willem Marinus van Rossum (12. marec 1918 – 30. avgust 1932) (umrl)
- Pietro Fumasoni Biondi (16. marec 1933 – 12. julij 1960) (umrl)
  - Samuel Alphonsius Stritch (1. marec 1958 – 27. maj 1958) (proprefekt) (umrl)
  - Krikor Bedros XV. Aghagianian (18. junij 1958 – 18. julij 1960) (proprefekt) (imenovan za prefekta kongregacije)
- Krikor Bedros XV. Aghagianian (18. julij 1960 – 19. oktober 1970) (odstavljen)
- Agnelo Rossi (22. oktober 1970 – 8. april 1984) imenovan za predsednika Uprave premoženja Svetega sedeža)
  - Nadškof Dermot Ryan † (8. april 1984 – 21. februar 1985) (proprefekt) (umrl)
  - Jozef Tomko (24. april 1985 – 27. maj 1985) (proprefekt) (imenovan za prefekta kongregacije)
- Jozef Tomko (27. maj 1985 – 9. april 2001) (upokojen)
- Crescenzio Sepe (9. april 2001 – 20. maj 2006) imenovan za nadškofa Neaplja)
- Ivan Dias (20. maj 2006 – 10. maj 2011) (odstopil)
- Fernando Filoni (10. maj 2011 – 8. december 2019) (imenovan za velikega mojstra viteškega reda svetega groba)
- Luis Antonio Tagle (8. december 2019-2022)

## Preureditev
Kongregacija je bila ukinjena z apostolsko konstitucijo papeža Frančiška Praedicate Evangelium, objavljeno 19. marca 2022. Ta je stopila v veljavo 5. junija 2022, na binkošti, ter je nadomestila apostolsko konstitucijo Pastor Bonus iz leta 1988.
Njeno vlogo je papež Frančišek zaupal ustanovi Rimske kurije, ki se imenuje "Dikasterij za evangelizacijo", kar bi lahko slovenili kot "Odbor za oznanjevanje".
Odbor za oznanjevanje je torej oddelek (dikasterij) Rimske kurije. Ustanovljen je bil 5. junija 2022 z združitvijo Papeškega sveta za pospeševanje nove evangelizacije in Kongregacije za evangelizacijo narodov, in sicer z apostolsko konstitucijo
Praedicate evangelium.